# Spinning Boris - Intrigo a Mosca
(dal film)
Spinning Boris - Intrigo a Mosca (Spinning Boris) è un film del 2003 diretto da Roger Spottiswoode. Nel film, l’establishment russo assume alcuni consulenti pubblicitari americani per aiutare Boris Yeltsin nella campagna elettorale per la sua rielezione del 1996, quando il suo indice di gradimento è sceso a valori molto bassi. Sebbene il film sostenga di essere basato su "una storia vera", il grado di coinvolgimento degli americani nelle elezioni del Presidente della Federazione russa del 1996 (quando al secondo turno si contrapposero il leader uscente Boris Yeltsin ed il candidato del partito comunista Gennadij Zjuganov) è tuttora materia di dibattito.

## Trama
Tre famosi manager pubblicitari statunitensi, George Gorton (Jeff Goldblum), Joe Shumate (Liev Schreiber) e Dick Dresner (Anthony LaPaglia), si trovano insieme come consulenti per l'imminente campagna elettorale presidenziale statunitense del 1996, ma il candidato per cui lavorano, Pete Wilson, sfidante per la nomination repubblicana, non è particolarmente ben piazzato (ritirerà la candidatura prima ancora delle primarie). Per di più uno di loro, Gorton, viene licenziato a campagna ancora aperta e gli altri due lo seguono per solidarietà. Mentre tentano di riprendersi dalla delusione professionale, i tre ricevono una strana proposta dall'estero: la loro preziosa collaborazione è richiesta a Mosca da un misterioso interlocutore che li ingaggia facendo balenare loro di venire impegnati nella campagna per la ri-elezione di Boris Yeltsin, offrendo loro risorse illimitate.
Incuriositi, decidono di partire alla volta di Mosca con l’obiettivo di capirne di più. L'entusiasmo per questa splendida occasione professionale cede però il posto alle incertezze causate dalle grandi difficoltà nelle quali si trovano ad operare: devono, infatti, lavorare nell'anonimato più assoluto, senza mai incontrare il candidato, avendo a che fare con strani personaggi dell'entourage presidenziale (pezzi grossi della nomenklatura post-sovietica, imprenditori di incerta moralità, la figlia di Yelsin, Tatyana Dyachenko, inesperta capo del team per la rielezione ...), scontrandosi con una cultura e con ideali assai distanti da quelli a cui loro sono abituati negli Stati Uniti e sotto un costante senso di pericolo (confinati in un hotel praticamente deserto, con i passaporti confiscati, guardati a vista da guardie armate che li sconsigliano dall'uscire da soli per le strade di Mosca, con il sospetto che le loro conversazioni siano intercettate, al centro di un intreccio di interessi internazionali che sfugge alla loro comprensione, con voci dall'esterno che fanno intuire che le elezioni politiche potrebbero anche sfociare in una guerra civile).
Ad un certo punto si rendono anche conto che il team russo per il quale stanno lavorando (non senza difficoltà e diffidenze) non sembra sia realmente interessato ad ottenere la vittoria alle elezioni, visto che alcuni di loro (quelli del "partito della guerra") mettono in conto la possibilità di attuare una specie di colpo di stato, annullando le elezioni (visto il distacco nei sondaggi ritenuto insormontabile con il candidato avversario).

## Corrispondenza con la realtà
Il film è basato su un articolo uscito il 15 luglio 1996 sulla rivista Time Magazine: "Yanks to the Rescue, the secret story of how American advisers helped Yeltsin win" (la copertina della rivista appare poco prima dei titoli di coda del film).

I tre protagonisti del film sono personaggi reali, il più noto, George Gorton, è stato ingaggiato da Arnold Schwarzenegger come consulente in occasione delle elezioni che lo hanno portato nel 2003 sulla poltrona di governatore della California.